# 2-й Сибирский понтонный батальон (Российская империя)
2-й Сибирский понтонный батальон — инженерная войсковая часть Российской императорской армии.
Праздник части — 6 (19) декабря. Старшинство по состоянию на 1914: 8 (21) декабря 1904.

## История
Сформирован 8 (21) декабря 1904 из роты 5-го понтонного батальона и понтонной роты 3-го Восточно-Сибирского сапёрного батальона как 3-й Восточно-Сибирский Понтонный батальон.
25 марта (7 апреля) 1907 года 1-й роте пожалованы нагрудные знаки для офицеров и головные знаки для нижних чинов с надписью «За отличие в войну с Японией в 1904 и 1905 годах».
С 25 марта (7 апреля) 1910 — 2-й Сибирский понтонный батальон.

## Знаки отличия части к 1914
- Знаки нагрудные для офицеров и головные для нижних чинов с надписью «За отличие в войну с Японией в 1904 и 1905 годах» (в 1-й роте).

Знамён понтонным частям не полагалось.